# Örebro Läns Folkblad
Örebro Läns Folkblad var en dagstidning med utgivningsperiod 3 januari 1919 till 4 januari 1920. 2 provnummer kom ut 10 december och 21 december 1918. Tidningens fullständig titel var Örebro Läns Folkblad / Vänstersocialistisk tidning för Örebro Län.

## Redaktion
Redaktionsort för tidningen var hela tiden Örebro. Ansvarig utgivare för tidningen var handelsbiträdet  Adolf  Algot Lundin. Uppgift om ansvarig utgivare försvinner från tidningen 9 januari 1919.Redaktör  var Albert Sundin. Tidningens politiska tendens var vänstersocialistisk. Tidningen kom ut 2 dagar i veckan tisdag och fredag till 18 juli 1919 sedan endast fredagar resten av utgivningen.

## Tryckning
Tidningsförlaget hette  Tryckeriföreningen "solid" u.p.a. enligt tidningen 3 januari 1919 sidan 2. Tryckeriet hette Tryckeriföreningen Solid u.p.a. i Örebro. Tidningens fyra sidor trycktes i svart med tillägg i en färg som en möjlighet. Typsnitt var antikva och satsytan var 54 x 37 cm. Priset för helårsprenumeration var 6 kronor.